# آکتئون

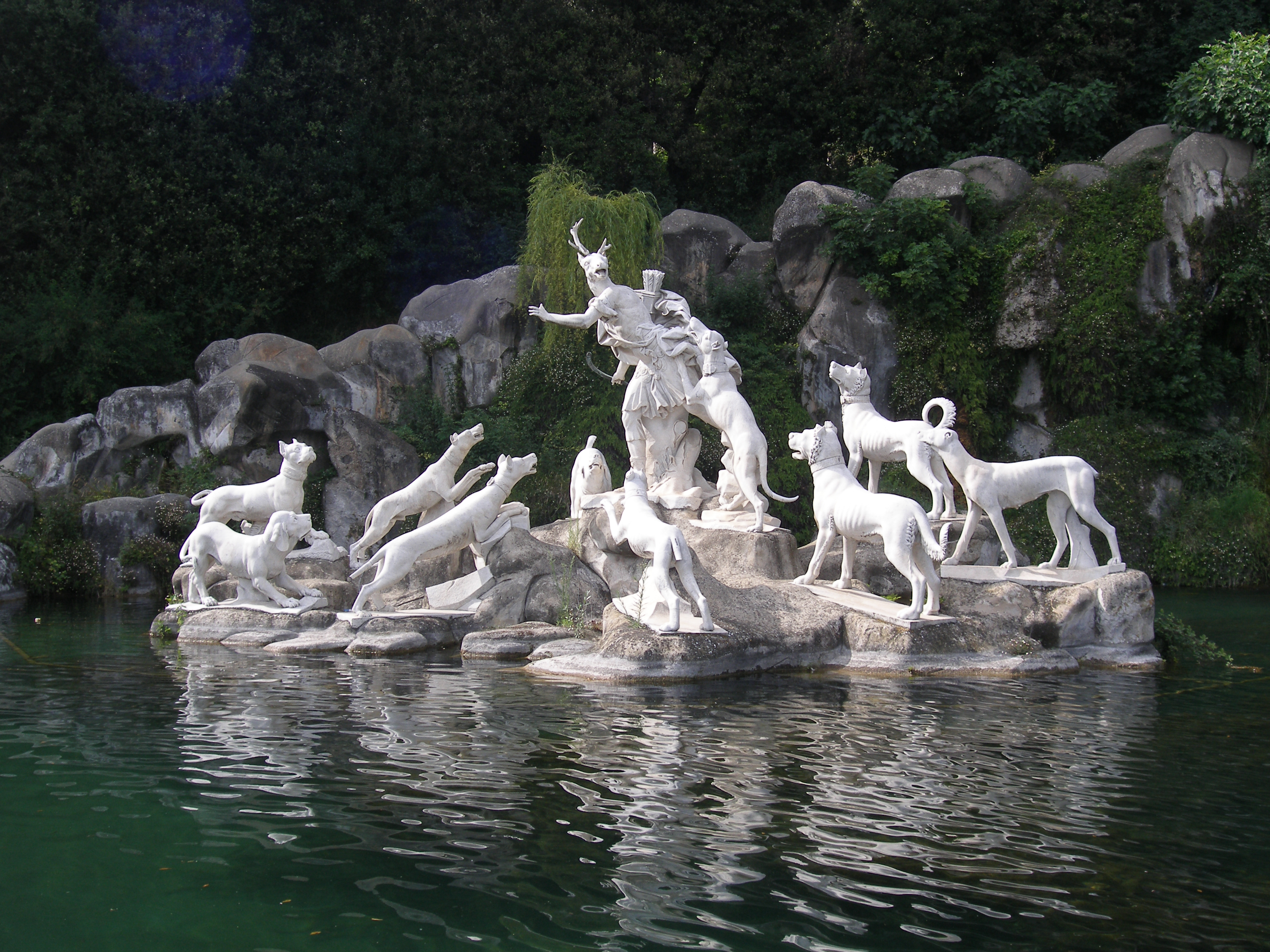
آکتئون، مجسمه گروهی در کنار آبشاری در کاخ کاسرتا، که صحنه کشته شدن آکتئون توسط سگ‌های شکاریش را نشان می‌دهد

آکتئون (به یونانی: Άκταίων) شخصیتی از اساطیر یونان، که پسر چوپان و کشیش اسطوره‌ای، اریستائوس و زنی شکارچی به نام آتونوئه به شمار می‌آمد که در بوئوتیا می‌زیستند. وی، شکارچی افسانه‌ای و از قهرمانان مشهور تبسی در اساطیر یونان بود. آکتئون همانند آشیل، توسط قنطروس کیرون (که همچون سایر قنطروس‌ها، موجودی افسانه‌ای با بالاتنه انسان و پایین تنه اسب بود)، آموزش دیده بود.
وی به خشم مرگبار آرتمیس دچار شد، هرچند که جزئیات باقی‌مانده از گناه او، که منجر به خشم آرتمیس گردید، متفاوت است، اما آنچه مورد یقین است، تنها این است که آکتایون (آکتئون)، به رنج و عذاب گرفتار شد، و آنچه آرتمیس انجام داد این بود که: شکارچی [یعنی آکتئون]، خود به یک شکار مبدّل شد، و آرتمیس او را به یک آهو یا گوزن نر تبدیل نمود، و عذاب کشندهٔ او، با تکه تکه شدن و دریده شدنش توسط سگ‌های شکاری که او را تبدیل شده به گوزن می‌دیدند، تکمیل شد. این سرگذشت، به صورت یک نماد یا وجه مشخصه درآمده‌است که آکتئون، چه در هنر عصر باستان و چه در هنرهای عصر رنسانس و بعد از رنسانس، بوسیلهٔ آن شناخته می‌شود.

## شرح دیگر
آکتئون، شکارچی مشهوری بود که روزی در کوه سیتائرون، حین شکار از گروه جدا شد و به تنهایی در جنگل سرگردان گشت، تا اینکه به مکانی مسطح رسید. در آنجا بود که او آرتمیس را که توسط حوری‌هایش احاطه شده بود در حال استحمام دید. آرتمیس که از این بابت خشمگین شده بود، او را به گوزن نری تبدیل کرد و بعد آکتئون به دست سگ‌های شکاری خود به قتل رسید.